# Nery Pumpido
Nery Alberto Pumpido, né le 30 juillet 1957 à Santa Fe, est un entraîneur de football argentin, ancien joueur qui évoluait au poste de gardien de but. Il est le gardien de but de l'équipe championne du monde en 1986, et compte au total 36 sélections internationales entre 1983 et 1990. Il évolue presque toute sa carrière en Argentine, ne disputant que deux saisons en Europe, au Real Betis, à la fin des années 1980.
Il devient ensuite entraîneur, en Amérique du Sud et au Mexique.

## Biographie

### Carrière de joueur
Natif de Santa Fe, c'est logiquement qu'il commence le football dans le club de sa ville, l'Unión Santa Fe, en 1976. Après cinq saisons, il rejoint le Vélez Sarsfield, où ses bonnes prestations lui ouvre les portes de l'équipe nationale. Il est ainsi retenu pour la Coupe du monde 1982 en tant que gardien remplaçant d'Ubaldo Fillol, mais il ne joue aucun match du tournoi. Il dispute son premier match international en 1983, et est transféré l'année suivante par River Plate, un des cinq grands du football argentin.
Avec le club de la capitale argentine où il est le gardien titulaire, Pumpido remporte le championnat d'Argentine pour la première fois en 1986. Durant l'été, il participe à la Coupe du monde au Mexique en tant que premier gardien de la sélection Albiceleste, et décroche le trophée mondial, ne concédant que cinq buts en sept matches. Par la suite, il remporte encore la même année la Copa Libertadores, pour la première fois dans l'Histoire du club, et la Coupe intercontinentale, ce qui est également la première, et jusqu'à présent seule, victoire dans la compétition pour River Plate. Il joue encore deux saisons à Buenos Aires, et tente sa chance en Europe en 1988, au Real Betis plus précisément.
Il dispute deux saisons en Espagne, sans y remporter de titre, et participe ensuite à la Coupe du monde 1990 en Italie. Il est de nouveau le gardien titulaire, mais lors du deuxième match de poule face à l'URSS, il se fracture la jambe dans un contact avec un adversaire dès la onzième minute de jeu. Ce sera son dernier match international. Éloigné des terrains pendant près d'un an, il rentre alors en Argentine en 1991, où il dispute une dernière saison avec l'Unión Santa Fe, le club de ses débuts, avant de prendre sa retraite.

### Carrière d'entraîneur
Après sa retraite sportive, Nery Pumpido devient entraîneur. Il débute à l'Unión Santa Fe en 1999, et dirige le club durant deux saisons. En 2001, il rejoint le club paraguayen d'Olimpia Asunción, avec lequel il remporte la Copa Libertadores 2002. Un an plus tard, il s'en va aux Tigres UANL, un club mexicain, qu'il mène jusqu'en finale du tournoi d'ouverture 2003. Il démissionne de son poste en 2004 à cause du « manque de soutien de la part du président »
Après un an d'inactivité, il signe en octobre 2005 aux Newell's Old Boys, en Argentine, où il reste jusqu'en juillet 2006. Il entraîne ensuite en 2007 les Tiburones Veracruz, un club mexicain, durant quelques mois, puis les saoudiens d'Al Shabab Riyad l'année suivante. En 2010, il retourne au Club Olimpia. Le 23 décembre 2011, il est nommé entraîneur du club argentin de Godoy Cruz. De septembre à décembre 2012, il est l'entraineur de Unión Santa Fe.

## Palmarès

### Palmarès en tant que joueur
- Vainqueur de la Coupe du monde 1986 avec l'Argentine
- Finaliste de la Coupe du monde 1990 avec l'Argentine
- Vainqueur de la Copa Libertadores en 1986 avec River Plate
- Vainqueur de la Coupe intercontinentale en 1986 avec River Plate
- 1 fois champion d'Argentine en 1986 avec River Plate

### Palmarès en tant qu'entraîneur
- Vainqueur de la Copa Libertadores en 2002 avec le Club Olimpia